# Rüttihubelbad
Rüttihubelbad est un centre culturel, social et de congrès situé sur le territoire de la commune bernoise de Walkringen, en Suisse.

## Description
Le centre se dresse sur une colline entre les villages de Worb et de Walkringen, dans la région de l'Emmental, à environ 16 kilomètres de la ville de Berne.
Il se compose des éléments suivants :
- un hôtel et un restaurant
- le musée Sensorium construit d'après un concept d'Hugo Kükelhaus
- une maison de retraite pour personnes âgées et un centre de soins à domicile
- une communauté thérapeutique sociale, sous la forme d'un foyer pour handicapés mentaux.

## Histoire
C'est en 1756 que Peter Schüpbach y construit une première ferme près d'une source d'eau. Vingt-sept ans plus tard, cette dernière est analysée par le pharmacien Benteli qui la reconnaît comme étant chargée en fer ; c'est le début d'une période de près de 200 ans pendant laquelle la région est reconnue loin à la ronde pour ses bains et sa cuisine.
En 1986, la fondation Rüttihubelbad rachète l'ensemble, alors en faillite, et développe un nouveau centre autour de 10 bâtiments.

## Sources
- (de) Cet article est partiellement ou en totalité issu de l’article de Wikipédia en allemand intitulé « Rüttihubelbad » (voir la liste des auteurs).